# Sauerländer Platt
Das Sauerländer Platt (die sauerländische Mundart, das Sauerländische; sauerländisch: Surländsk Platt (Friedrich Wilhelm Grimme), siuerländsk Platt und Siuerlänner Platt (Christine Koch)) war die niederdeutsche Volkssprache im Sauerland sowie in den westlich weiterreichenden Gebieten im Dortmunder und Bochumer Raum. Sie wird zum südwestfälischen und mithin westfälischen Zweig des Westniederdeutschen gerechnet. Unter dem Einfluss des Hochdeutschen hat die Bedeutung des Dialekts bis heute rapide abgenommen. Als alltägliche Umgangssprache existiert das Sauerländer Platt nicht mehr. Nur noch wenige Sauerländer beherrschen die Sprache mehr oder weniger gut.
Wie im übrigen niederdeutschen Sprachgebiet zerfällt das Sauerländer Platt in zahlreiche Ortsdialekte, die sich durch ein variierendes Lautsystem und einen teilweise ortsgebundenen Wortschatz unterscheiden. Als es noch Umgangssprache war, wurden die Bewohner benachbarter Ortschaften oft an ihrer Aussprache identifiziert.

## Beispiele
| Hochdeutsch | Sauerländisch              |
| ----------- | -------------------------- |
| laufen      | läopen, loapen, …          |
| Leute       | Luienk, Lüt, Lüe, ..       |
| sprechen    | kuiern, küen, …            |
| Sauerländer | Siuerlänner, Suerlänner, … |

### Balver Platt
| Hochdeutsch                       | Balver Platt |
| --------------------------------- | --- |
| ab                                | aff |
| Abend                             | Owend |
| ablenken                          | aff lenken |
| Achse, auf der                    | op der Asse |
| als ob                            | ärre wenn |
| Alte, die                         | de Ölsk, de Ölsch |
| an das                            | ant |
| angenommen                        | annormen |
| anprobieren                       | anprobaiern |
| auch                              | äuk, äuck |
| auf dem                           | op ’m |
| Aufwand                           | werks |
| aufzählen                         | afftiälen |
| aus                               | iut |
| ausdrücken                        | iut drücken |
| bald                              | bolle |
| Barbier                           | Babutz |
| Bart                              | Bort |
| bauen                             | büggen |
| Bauer                             | Biuer („de Biuer kräug mit der Iuer öwwer de Muier“ = Zungenbrecher mit Umlautdrehung: „Der Bauer kroch mit der Uhr über die Mauer“). |
| Baumberg                          | Baumbrigg |
| Bäume                             | Bäum |
| bedienen                          | bedainen („dai Kranken bedainen“ = Kranke mit den Sterbesakramenten versehen; gemäß „Balver Buch“ von 1930, S. 222, abgeleitet aus den Jahren der Hexenverfolgung von 1593-1630: „die Gefangenen bedienen“, also Trost spenden und geistlichen Beistand leisten.) |
| begucken                          | bekäiken |
| bei                               | bey |
| beieinander sitzen, zusammen sein | vey mochen liuter bey nayn sitten |
| beinahe, bald                     | bolle |
| Beine                             | Beyne |
| besser                            | berter |
| bestens                           | bestens |
| besuchen                          | besaiken |
| besucht                           | beseiket |
| Bett                              | Berre |
| bis                               | bit |
| bißchen                           | bittken |
| bist                              | bis |
| bleiben                           | blaiwen |
| bleiben sie                       | blitt se |
| blieb                             | bläiw |
| bloß                              | bläus |
| breit                             | brait |
| Brief                             | Braif |
| bringe                            | brenk |
| bringt                            | brenget |
| Bruder                            | Bräuer |
| Brust                             | Borst |
| Buch                              | Bäuke |
| Buche                             | Beake |
| Büchse                            | Büxe |
| Butter                            | Burter |
| cleveres Mädchen                  | nutz daiern |
| da                                | do |
| dabei                             | dobey |
| Dach                              | Dak |
| dadurch                           | da dür |
| dafür                             | daför |
| damit                             | domet |
| dann hättet ihr                   | dann härren ey |
| darauf                            | darob |
| darauf, hinauf                    | darop |
| darf                              | draff |
| darüber                           | do örwer |
| das                               | dat |
| das heißt                         | düt het |
| dauernd                           | diuernd |
| dazwischen                        | ter tüske |
| deftig                            | däftig |
| deine                             | deyne, däin |
| dem                               | deärm |
| den                               | deärn |
| der                               | de, day |
| dich                              | di |
| die                               | day |
| die                               | de |
| die Berge                         | dai Biärge |
| Diele                             | Dierle |
| dies                              | düt |
| diesen                            | dürsen |
| dir                               | dey, di |
| doppelt                           | dubbelt |
| doppelt                           | duwwelt |
| Dörfer                            | Dörpe |
| dran                              | dran |
| Dreikönige                        | Dreikünige |
| du                                | diu |
| du tust                           | daist |
| dünn                              | dünne |
| durch                             | dür |
| durcheinander                     | dürein |
| durchs                            | dürt |
| Ecke                              | Eggsken |
| eigentlich                        | eygentlich |
| eilig                             | äilig |
| ein                               | ayn |
| einen                             | en |
| einfach                           | eynfach |
| Einfälle                          | Infälle |
| eingeredet, vorgeschwätzt         | för schwalt |
| eingeschlafen                     | inslopen |
| einzige                           | eynzige |
| enorm                             | wahn |
| Enten                             | Peylen |
| er                                | he, hay (Satzanfang) |
| er bleibt                         | blitt se |
| er blieb                          | hey bläiw |
| er hätte bleiben sollen           | bläiwen mocht |
| er haut sie tot                   | hey högget sey döut |
| er liest gerade                   | ey es am Leisen |
| er sieht                          | hey suit |
| er sitzt                          | hey sittet |
| erst                              | ais |
| erst                              | äis |
| erzählen                          | vertellen |
| Erzählungen, Anekdoten            | Vertellekes |
| es                                | ert |
| es geht                           | ert gaiert |
| etwas                             | bat |
| euch                              | ugg |
| euch, mit                         | met uch |
| eure                              | ugge |
| fahren                            | faiern |
| fährt                             | fäuert |
| Farbe                             | Farwe |
| fast                              | bolle |
| fein                              | fine |
| Fenster                           | Fenster |
| fertig                            | ferrig |
| fest                              | faste |
| festgehalten                      | faste halt |
| Feuer                             | Fuier |
| Fleisch                           | Flais |
| Fliegen                           | Flaigen |
| Floh                              | Fläo |
| Fohlen                            | Fürlen |
| fort                              | fut |
| Französisch                       | Franzoiske |
| Frauen                            | Frowen, Frauluie |
| frei                              | frög |
| Freien, den Hof machen            | friggen |
| Fremde, in der                    | Frümde |
| Fremder                           | Frümder |
| Fremdwörter                       | Frürmet wore |
| Freund                            | Frönd |
| frieren                           | fruiern |
| frisst                            | friärtet |
| früher                            | frögger |
| Frühjahr                          | Fröyjohr |
| fühlen                            | feylen |
| für                               | för |
| Fuß                               | Faute |
| Gabel                             | Gaffel |
| Gans                              | Gäus |
| Gänse                             | Goise |
| Gänsebraten                       | Gäusebroten |
| gar nicht                         | gar nit |
| Garten                            | Goren |
| geben                             | girwen |
| gebracht                          | bracht |
| gedacht                           | dacht |
| gefreut                           | frögget |
| gegangen                          | gohn |
| gehabt                            | hat |
| geheiratet                        | heyrotet |
| geheizt                           | gehiätet |
| gehen                             | gohn |
| gehen wir                         | go vey |
| geholt                            | halt |
| gehst du                          | gäiste |
| geht                              | gaiht |
| geht es                           | gäiert et |
| gekonnt                           | konnt |
| Gelegenheit                       | Gelergenheit |
| gelernt                           | lornt |
| gemacht                           | maket |
| gemauert                          | muiert |
| Gemüse                            | Gemaise |
| genug                             | gnauch |
| gerade                            | grade |
| Geschmack                         | Geschmack |
| Geschichten                       | Vertellekes |
| geschrieben                       | schrierwen, schriäwen |
| gesetzt                           | sat |
| gestern                           | gistern |
| gestürzt                          | stürtet |
| gesund                            | gesund |
| getauft                           | dofft |
| getrunken                         | drunken |
| gewundert                         | wünnert |
| gibt                              | gafft |
| gibt                              | girt |
| glaube                            | gläuwe |
| gleich                            | glaik |
| Glück                             | Glücke |
| große                             | gräute |
| Grünzeug                          | Graintuich |
| Gruß                              | Grius |
| Grüße                             | Gruiße |
| gucken                            | kaiken |
| gut                               | gurt |
| gute                              | gure |
| habe                              | häwwe |
| haben                             | häwwen, härren |
| haben sie                         | hätt se |
| haben wir                         | härre |
| haben, wir                        | vey hät |
| hacken                            | haggen |
| half, das                         | dat bat (… „wat bat dat bat“) |
| halten                            | hallen |
| Händler                           | Händler |
| hast                              | härst |
| hast                              | herst |
| hat                               | härt |
| hätte bleiben sollen              | herr bläiwen mocht |
| hättet                            | härret |
| Haufen                            | Häupe |
| Haus                              | Hius |
| Heide                             | Haie |
| heilig                            | heilig |
| Heizung                           | Heizung |
| helfen                            | barre |
| helfen                            | helpen |
| Herr, Gott                        | Härn |
| herrlich                          | heärlich |
| herum                             | rünne |
| Heu                               | hei |
| heulen                            | bläddern |
| heute Abend                       | von owene |
| heute Nachmittag                  | von numerach |
| hier                              | hey |
| hinten                            | ächten |
| hoch                              | häuge |
| hochhinaus wollen                 | huise hiniut wöll |
| Hochzeit                          | Hochteyd |
| hocken                            | hüarken |
| Hof                               | Hiuf |
| hoffe                             | horpe |
| hoffen, wir                       | vey horpet |
| Hönne                             | Hünne |
| Hunde                             | Ruiers |
| Hündin                            | tierwe |
| ich                               | ik, irk |
| ihm                               | erme |
| ihn                               | erne |
| ihr                               | er |
| ihr                               | hey |
| ihr (Plural, Nom.)                | ey, äy |
| ihr musstet                       | eig mochen |
| ihr seht                          | er sayt |
| ihrem, mit                        | met erem |
| im                                | ümme |
| im Dampf/Mist liegen lassen       | im Dampe leggen loten |
| im Stich lassen                   | im Sterke lote |
| immer                             | liuter |
| in                                | en |
| in dieser Zeit                    | en dürser Teyd |
| in einem                          | en eynem |
| ins                               | int |
| ins Bett gehen                    | de Berre |
| irgendein                         | irgen bierne |
| ist                               | es |
| Jacke                             | Wams |
| Jahr                              | Johr |
| Jahr                              | jo |
| jammern, wir                      | vey jammert |
| jeden                             | jäiden |
| jedermanns Freund                 | en allermans Frönd (z. B. de Ruie) |
| junge Gänse                       | Gössels |
| Jungen                            | Junges |
| Jüngster                          | Jüngsken |
| Kälber                            | Kalwer |
| Kaffeesatz                        | Prütt |
| kannst mir                        | kas mi |
| kaputt                            | kapott |
| kaputt lachen                     | beömmeln |
| Kirchturm                         | Kerktäuerm |
| klargemacht                       | kliar maket |
| Knöchelchen                       | Knörksken |
| Körbchen                          | Körwken |
| Korn                              | Korn |
| Kornkaffee                        | Muckefuck |
| Kost                              | Kost |
| krepieren                         | aff gaihn |
| Küken                             | Kuiken |
| Kuratel                           | Kuratell |
| kurz                              | kort |
| lasst, lässt                      | let |
| leider                            | layder |
| Löffel                            | Lierpel |
| machen                            | maken |
| mal                               | mol |
| Mann                              | Menne |
| man müsste                        | vey mürtet |
| Meer                              | Miäre |
| Menden                            | Mennen |
| Messer                            | Mess |
| Minuten                           | Miniuten |
| möglichst                         | mörglichst |
| mundgerecht                       | münnekes mote |
| nachholen können                  | no halen können |
| Niederhof                         | Näyernhuaf |
| nicht ausgehen (Feuer)            | nit däut gohn |
| nützlich machen                   | nutze maken |
| oberste                           | örwerste |
| ohne                              | orne? |
| oft                               | fake |
| radikal aufgegessen               | ratz op friärtet |
| rauchen                           | schmoiken |
| Regenwürmer                       | Riärgenwürmer |
| regnen                            | plästern |
| rein schlagen, treten             | wämmsen (Ball, Nagel usw.) |
| Rippen zählen                     | riwen tellen |
| rückwärts                         | ächter äs |
| Rüde                              | Rierkel |
| ruft an                           | raip an |
| Runkelblätter                     | Runkelblaier |
| Runkeln                           | Rummesket |
| sag ihm                           | sech erme |
| sagen                             | seggen |
| sagte                             | seggt hey |
| Sauerland                         | Siuerland |
| schade                            | schah |
| Schafe                            | Schope |
| Scheiße                           | Schiärte |
| Scheune                           | Schuier |
| schlachten                        | slachten |
| schlafen                          | slöpen, pennen |
| schlagen (Bäume)                  | haggen |
| schlucken                         | sliuken |
| schmal                            | smal |
| Schnee                            | Snäy, Schnäy |
| schneien                          | sniggen (… „ert snigget und snagget, dat dait us nix, vey holle us alle wacker un fix“ – Balver Dreikönigslied) |
| schnell                           | fixe |
| schnell, sofort                   | wacker |
| schön                             | schoin, feyn |
| schrecklich                       | schrecklich |
| schreiben                         | schräiwen |
| schreien, weinen                  | bläddern |
| schroh wie ein Zaun               | schroh ärren tiun |
| Schuldige                         | Schüllige |
| Schule                            | Schaule |
| Schürze                           | Schwärte |
| Schwalben                         | Schalwen |
| Schwester                         | Süster |
| schwimmen                         | swemmen |
| sehen                             | sayn |
| sehr                              | wahne, liuter |
| sein                              | säyn |
| seinem                            | seynem |
| selbst                            | selwes |
| seltsam                           | spassig |
| sich                              | serk/sirk |
| sicher, sicherlich                | siärker, siärkerlich |
| sie                               | se |
| sie (Plural)                      | say |
| sie gehen                         | se got |
| sie parkt ein                     | se pärket in |
| sieht aus                         | suit iut |
| sind                              | sint |
| so                                | säu |
| so dass                           | säu datt |
| so ein                            | säun |
| Socken                            | Söcken |
| soeben                            | soerven |
| sofort                            | forts |
| soll man                          | söll me |
| sollte                            | sollen |
| sollten                           | sollen |
| Sommer                            | summerdags |
| sommertags                        | summerdags |
| Sonne                             | Sunne |
| sonnen                            | sunnen |
| Sonntag                           | Sundag |
| sonntags                          | sundages |
| spät                              | late |
| spazieren                         | spazaiern |
| spielen                           | spierlen |
| sprechen                          | kuiern, pappeln |
| Sprichwort                        | Sprirkwort |
| spülen                            | spailen |
| ständig                           | liuter |
| steht ihr gut                     | staiht äy guart |
| sterben                           | aff gaihn |
| Stunde                            | Stunne |
| suchen                            | sayken |
| Sülze                             | Sülte |
| Sundern                           | Sonnern |
| Suppe                             | Soppe |
| Theater (Ärger) machen            | Trammes maken |
| Tische                            | Diske |
| über                              | owwer, öwwer |
| umsonst                           | umme süs, ümsüss |
| umzubauen                         | ümme te buggen |
| unterste                          | ünnerste |
| verdreschen                       | drersken |
| vielleicht                        | viellichte |
| von selbst                        | van selwes |
| wachsen                           | wassen |
| warte mal                         | wachte mol |
| warten                            | wachtet |
| wehren                            | wiähren |
| weil                              | wail |
| weinen                            | greynen |
| Weinen, dem … nahe                | greynens neye |
| wem                               | biärme |
| weniger                           | wenniger |
| Werke                             | Wiärke |
| werktags                          | werkeldages |
| wie                               | är, ä |
| wieder                            | wier |
| wir sollten mehr fragen           | vey mochen mähr frogen |
| Woche                             | Wiärke |
| Zeiten                            | teyen |
| Ziegelei                          | Taigeley |
| ziemlich                          | tiämlich |
| Zugezogener, Neubürger            | buiterling |
| zu schieben                       | tau schiuwen |
| zuhause                           | te hayme |
| besoffen                          | knülle |

### Lüdenscheider Platt
| Hochdeutsch                                       | Lünscher Platt |
| ------------------------------------------------- | --- |
| Man sollte mal wieder platt reden.                | Fi maut moal wi'er platt küen!                                                                                        |
| Er spricht Plattdeutsch mit hochdeutschem Akzent. | Hei küet Plattdütsch mit de hochdütschen Schnute.                                                                     |
| ab                                                | aff |
| Abend                                             | Oawend |
| als ob                                            | ase (mit weichem s) wenn                                                                                              |
| alt                                               | oall |
| Ameise                                            | Annepe |
| an das                                            | an’t |
| Anekdote                                          | Döneken |
| auch                                              | ouck |
| auf dem                                           | op ’m |
| Aufwand                                           | Werk |
| aus                                               | ut |
| Bach                                              | Bieke |
| Bachtal (kleines)                                 | Siepen |
| bauen                                             | buggen |
| Bauer                                             | Buer |
| bei                                               | bie |
| besuchen                                          | besäuken |
| Besuch                                            | Besäuk |
| Bett                                              | Berre |
| Blut                                              | Blaut |
| Brei                                              | Brie |
| Brunnen                                           | Pütt (Ortsname Drögen Pütt = Trockener Brunnen)                                                                       |
| Butterbrot                                        | Bütterken, oder: äin Butter                                                                                           |
| Butterbrote (Plural)                              | Pööle |
| bißchen                                           | bi’eken |
| bleiben                                           | bläiwen |
| Braut                                             | Bruut |
| Brot                                              | Braut |
| breit                                             | brait |
| Brief                                             | Braif |
| Bruder                                            | Brouer |
| Buche                                             | Baucke |
| Butter                                            | Bu’etter |
| Buttermilch                                       | Käinemäalke |
| da                                                | doa |
| dabei                                             | doabie |
| dafür                                             | daför |
| darauf, hinauf                                    | doaropp |
| das                                               | dat |
| dem                                               | däim |
| den                                               | däin |
| der                                               | dä |
| dich                                              | di |
| die                                               | de |
| die Berge                                         | dai Biärge |
| dir                                               | di |
| tot                                               | dout |
| Draht                                             | Droaht |
| draußen                                           | buten |
| drinnen                                           | binnen |
| Dörfer                                            | Dörpe |
| durch                                             | dör |
| Ecke                                              | Eggsken |
| Eiche                                             | Eicke |
| eigentlich                                        | eigentli’ek |
| ein                                               | äin |
| einen                                             | äinen |
| einzige                                           | äinzige |
| Eisen                                             | Iesen |
| Ende                                              | Enge (am Ende = am Enge)                                                                                              |
| er                                                | hei |
| er blieb                                          | hei bläiwt |
| Erdbeere                                          | Elbette |
| erleben                                           | biläiwen |
| erzählen                                          | vertellen |
| es geht                                           | et gi'et |
| Essen                                             | Iärten |
| Fabrik                                            | Fabricksken ("Erster Ausspruch des ersten Lüdenscheiders": Bou äs daan mien Fabricksken? = Wo ist denn meine Fabrik?) |
| Feld                                              | Kamp |
| fertig                                            | ferrig, p’roat (von parat; i’ek sin p’roat. = Ich bin fertig/parat.)                                                  |
| Fliegen                                           | Fli'egen |
| Frauen                                            | Frouen |
| frei                                              | frie |
| Freien, anbaggern                                 | Friggen (Friggen un Heudroogen geschieht fake ümme süss = Freien und Heutrocknen geschehen häufig umsonst.)           |
| Fremde, in der                                    | Früömde |
| früher                                            | frögger |
| Freund                                            | Frönd |
| Fuchs                                             | Voss |
| fünf                                              | fi’ef |
| für                                               | füör |
| Fuß                                               | Faut |
| Futter                                            | Fauer |
| Gabel                                             | Gaffel |
| gar nicht                                         | goar nit |
| Garten                                            | Goarren |
| geben                                             | gi’ewen |
| gegangen                                          | goahn |
| geheiratet                                        | bestatt (Hei hi’et si’ek bestatt. = Er hat geheiratet.)                                                               |
| gehen                                             | goahn |
| gehen wir                                         | goffe, goffi |
| gehst du                                          | gäiste |
| geht                                              | gäiht |
| gemacht                                           | emaket |
| gemauert                                          | emüert |
| gerade                                            | groade |
| Geschichten                                       | Vertellekes |
| getauft                                           | edaupt |
| gibt                                              | gi'et |
| Giersch (Aegopodium podagraria)                   | Gäse |
| glaube                                            | gläuwe |
| Glühwürmchen                                      | Glüöräs |
| große                                             | graute |
| gut                                               | guett |
| gute                                              | guerre |
| häufig                                            | fake |
| Huhn                                              | Hauhn |
| Haus                                              | Huus |
| Herr, Gott                                        | Oh Här!, Oh Här oh Här!                                                                                               |
| heute                                             | vanda |
| hier                                              | hi |
| hinten                                            | achtern |
| hoch                                              | houge |
| Hochdeutsch                                       | Houchdütsch |
| hoffe                                             | houpe |
| hoffen, wir                                       | fi houpet |
| Hose                                              | Buxe |
| Hunde                                             | Rüen (Komm’se übern Rüen, komm’se ouk über’n Stiärt.)                                                                 |
| ich                                               | i’ek |
| ihm                                               | i’eme |
| ihn                                               | i’ene |
| ihr                                               | er |
| im                                                | ümme |
| Ingenieur                                         | Inschinöer |
| ins                                               | in’t |
| ins Bett gehen                                    | in’t Berre goahn |
| ist                                               | es |
| Jacke                                             | Schlippen |
| Jahr                                              | Joahr |
| jeden                                             | jäiden |
| Kaffee                                            | Koffie |
| Katze                                             | Katte |
| kaputt                                            | kapott |
| Kartoffel                                         | Äpel |
| Kirche                                            | Kiarke |
| Knöchelchen                                       | Knörksken |
| Küken                                             | Köiken |
| laufen                                            | loapen |
| Leder                                             | Liar |
| Leute                                             | Lüt |
| Löffel                                            | Liäpel |
| lieb                                              | laif |
| machen                                            | maken |
| Mädchen                                           | Wichtken |
| mal                                               | moal |
| man müsste, wir müssten                           | fi maut |
| Mehl                                              | Mial |
| Messer                                            | Mess |
| Milch                                             | Mäalke |
| Milchreis                                         | Riesebrie |
| mundgerecht                                       | münnekes moate |
| muss                                              | maut |
| Mutter                                            | Mouder |
| neu                                               | nigge |
| Oberboden, oberer Speicher                        | Haniacke |
| Ochse                                             | Osse |
| Opa, Großvater                                    | Bessfader, Bessfa'er                                                                                                  |
| Pastor                                            | Pastoer |
| Pfannekuchen                                      | Pannekauken (Sage vom dicken fetten Pannekauken van Niggeroa / dicker fetter Pfannekuchen von Neuenrade)              |
| Pferd                                             | Piärd |
| Pfeife                                            | Piepe |
| Pflaume                                           | Prume |
| Quark                                             | Hotten |
| reiben                                            | ri'ewen |
| rot                                               | rouh |
| sagen                                             | säggen |
| Sauerland                                         | Suerland |
| Schafe                                            | Schoape |
| Scheune                                           | Schuier |
| schlafen                                          | schloapen |
| Schmiede                                          | Schmitte |
| schneien                                          | schniggen |
| schnell                                           | fixe |
| schön                                             | schöin |
| schreiben                                         | schräiwen |
| schüchtern                                        | bläuie |
| Schule                                            | Schaule |
| Schwanz                                           | Stiärt, Stiät |
| schwarz                                           | schwatt |
| Schwester                                         | Süster |
| sehen                                             | säin |
| seltsam                                           | spassig |
| sich                                              | si'ek |
| sicher, sicherlich                                | siärker, siärkerlich                                                                                                  |
| sie                                               | se |
| so                                                | sou |
| sollen wir?                                       | sofi (Sofi noa Läiwrin goahn? = Sollen wir nach Leifringhausen gehen?)                                                |
| spät                                              | late (Bou late i'et dan? = Wie spät ist es denn?)                                                                     |
| sprechen                                          | küen |
| Sprichwort                                        | Sprüecksken |
| sterben                                           | stiarwen |
| suchen                                            | säuken |
| Tal                                               | Dahl, oder Endsilbe -becke (Mintenbecke, Fuelbecke)                                                                   |
| Tasse                                             | Köppken (äin Köppken Koffie)                                                                                          |
| Tee                                               | Täi |
| trocken                                           | dröge |
| Tu mir; gib mir                                   | Daumi (Daumi dat nit aan!)                                                                                            |
| über                                              | üöwwer |
| Umweg                                             | Ümmewiag |
| umsonst                                           | ümme süss |
| umzubauen                                         | ümme te buggen |
| Unterhaltung, Smalltalk                           | Pröahlken |
| unterste                                          | unnerste |
| Vater                                             | Fader |
| Vögelchen                                         | Vüelken |
| wachsen                                           | wassen |
| wann                                              | bannä |
| was                                               | bat (anstatt wat; Bat sall dat? = Was soll das?)                                                                      |
| weiß                                              | witt |
| wer                                               | bai |
| welcher                                           | becke (Becke es dat dan?)                                                                                             |
| wieder                                            | wi’er |
| wir sollten mehr fragen                           | fi mochen mähr froagen                                                                                                |
| wo                                                | boa |
| warum                                             | borümme (Borümme dat dan?)                                                                                            |
| Zeiten                                            | Tieden |
| ziemlich                                          | täimli’ek |

Der Vergleich der Mundarten von Balve und Lüdenscheid, heute im gleichen Landkreis, offenbart den großen Formenreichtum und die Variationsbreite des Sauerländer Platt.

### Dräulzer Platt
Diese Mundart wird in der Umgebung von Drolshagen (plattdeutsch Draulzen) gesprochen. Als südlichster niederdeutscher Dialekt hat er einige Merkmale der angrenzenden rheinischen Dialekte aufgenommen, z. B. einen Wandel von /nd/ zu /ng/ in Begriffen wie fingen ‘finden’, hinger ‘hinter’, Hänge ‘Hände’ (Einzahl aber Hand) usw. Auch der Einschub eines Sprossvokals in Wörtern wie Koren ‘Korn’, Wullev ‘Wolf’, areg ‘arg’ etc. ist ebenfalls im Ripuarischen und Moselfränkischen verbreitet.

#### Wortschatz
| Hochdeutsch | Dräulzer Platt                              |
| ----------- | ------------------------------------------- |
| ich         | iëck                                        |
| du          | du                                          |
| wir         | vi                                          |
| dies(es)    | diët/ dat hi                                |
| jenes       | do dat                                      |
| wer?        | wai?                                        |
| was?        | wat?                                        |
| nicht       | nit                                         |
| alle        | alle                                        |
| viele       | viëlle                                      |
| eins        | äin                                         |
| zwei        | tweï                                        |
| groß        | grout                                       |
| lang        | lank                                        |
| klein       | klein(e)                                    |
| Frau        | Fraue, pl. Fraulü; Menße (neutrum)          |
| Mann        | Mannskerel, pl. Mannslü                     |
| Person      | Persoune                                    |
| Fisch       | Fiss                                        |
| Vogel       | Vuël                                        |
| Hund        | Hund, pl. Hünge, Rüe (Rüde), Taiwe (Hündin) |
| Laus        | Lus, pl. Lüse                               |
| Baum        | Boum, pl. Böime                             |
| Samen       | Samen, (dat) Koren                          |
| Blatt       | Blaad, pl. Blaar                            |
| Wurzel      | Wuartel                                     |
| Borke       | Buarke, Büene                               |
| Haut        | Huut                                        |
| Fleisch     | Fläiß                                       |
| Blut        | Blaut                                       |
| Knochen     | Knuaken                                     |
| Fett        | Fett                                        |
| Ei          | Ei                                          |
| Horn        | Huarn, pl. Hüarner                          |
| Schwanz     | Stärt                                       |
| Feder       | Fiare                                       |
| Haar        | Hoor                                        |
| Kopf        | Kopp                                        |
| Ohr         | Ohr                                         |
| Auge        | Ouge                                        |
| Nase        | Naas                                        |
| Mund        | Mul(e)                                      |
| Zahn        | Taan                                        |
| Zunge       | Tunge                                       |
| Kralle      | Kralle                                      |
| Fuß         | Faut, pl. Fäute                             |
| Knie        | Knai                                        |
| Hand        | Hand, pl. Hänge (in Dro.Stadt Hände)        |
| Bauch       | Buk, pl. Büke                               |
| Hals        | Hals                                        |
| Brüste      | Büäste, Mämmen                              |
| Herz        | Hiarte                                      |
| Leber       | Liäwwer                                     |
| trinken     | drinken                                     |
| essen       | iaten                                       |
| beißen      | bieten                                      |
| hören       | hören, lästern (zuhören)                    |
| sehen       | seihn                                       |
| wissen      | wiëten                                      |
| schlafen    | schlopen                                    |
| sterben     | stiarwen                                    |
| töten       | doutmaken                                   |
| schwimmen   | schwimmen                                   |
| fliegen     | flaigen                                     |
| gehen       | gohn                                        |
| kommen      | kummen                                      |
| liegen      | liën                                        |
| sitzen      | sitten                                      |
| stehen      | stohn                                       |
| gehen       | gohn                                        |
| sagen       | siën                                        |
| Sonne       | Sunne                                       |
| Mond        | Mound                                       |
| Stern       | Steren                                      |
| Wasser      | Water                                       |
| Regen       | Rian                                        |
| Stein       | Stäin                                       |
| Sand        | Sand                                        |
| Erde        | Eere                                        |
| Wolke       | Wollike                                     |
| Rauch       | Rouk                                        |
| Feuer       | Füer                                        |
| Asche       | Asse                                        |
| brennen     | broin, aber: iëck brenne                    |
| Pfad        | Pad, pl. Pia                                |
| Berg        | Biarrig (bedeutet auch Wald)                |
| rot         | rout                                        |
| grün        | groin                                       |
| gelb        | gial                                        |
| weiß        | witt                                        |
| schwarz     | schwatt                                     |
| Nacht       | Nacht                                       |
| heiß        | häit                                        |
| kalt        | kolt                                        |
| voll        | vuëll                                       |
| neu         | nigge                                       |
| gut         | guëtt                                       |
| rund        | runds                                       |
| trocken     | drüge                                       |
| Name        | Name                                        |

## Trägerverein Mundartarchiv Sauerland

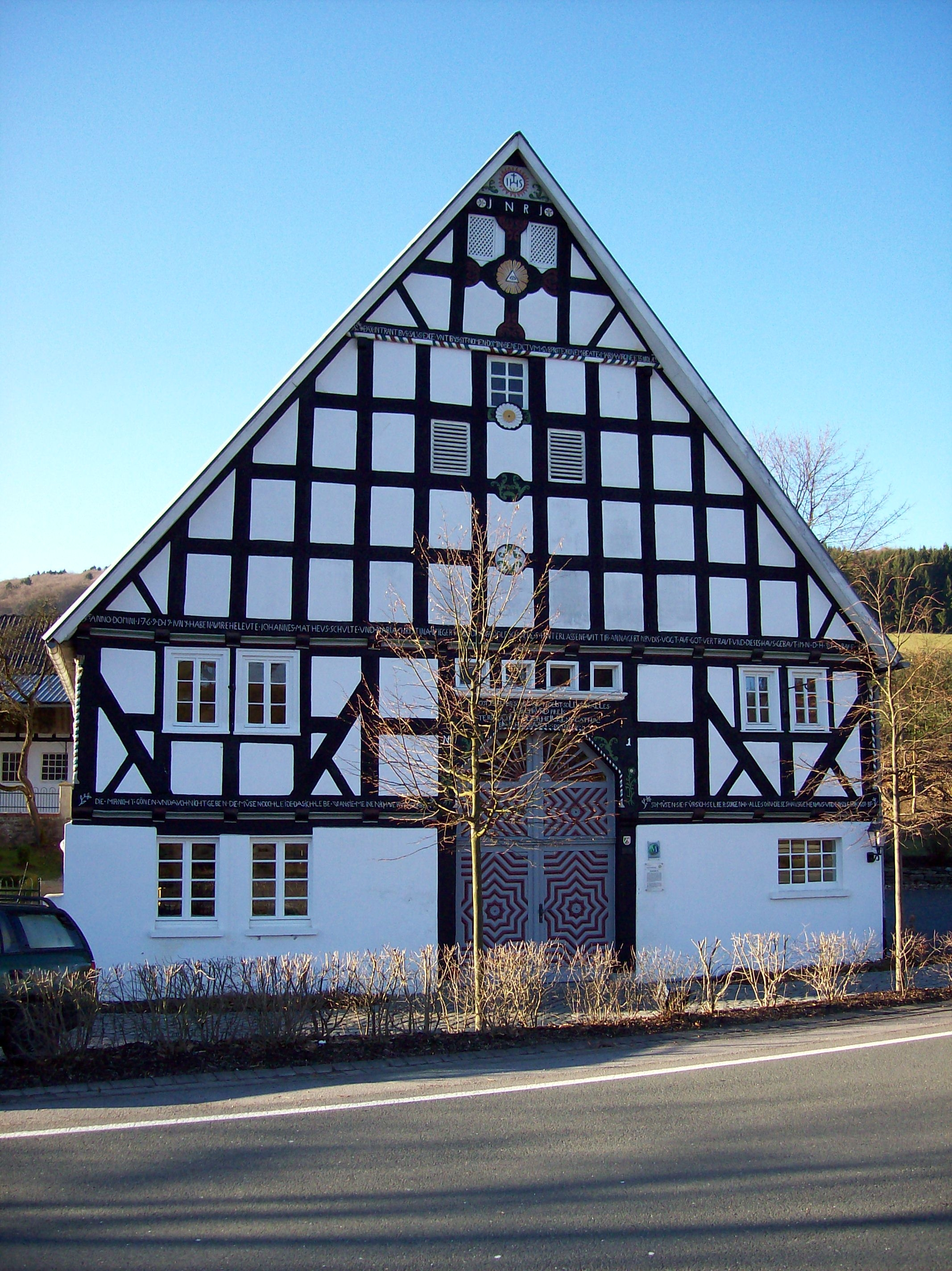
Stertschultenhof in Cobbenrode

Zum Schutz der Regional- und Minderheitensprachen schlossen sich im Jahr 2001 die Gemeinde Eslohe, die Kreis Olpe und Hochsauerland, die Christine-Koch-Gesellschaft und der Sauerländer Heimatbund zum Trägerverein Mundartarchiv Sauerland zusammen. Zweck des Trägervereins ist unter anderem die Förderung und Archivierung der Mundarten im Sauerland. Das Mundartarchiv ist im Stertschultenhof in Cobbenrode untergebracht. Bisher wurden rund 115 lokale Dialekte erfasst.

## Christine-Koch-Mundartarchiv
Die Vermittlung sauerländischer Mundartliteratur gehört zu den besonderen Schwerpunkten des Christine-Koch-Mundartarchivs am Maschinen- und Heimatmuseum Eslohe. Aus dieser Arbeit erwächst ein umfangreiches Publikationsprojekt zur sauerländischen Mundartliteraturgeschichte, in dessen Rahmen bereits drei Bände erschienen sind. Die Internetseite des Archivs beherbergt eine virtuelle Bibliothek zur sauerländischen Mundart.

## RadiosendungDo biste platt
Seit dem 6. Mai 2002 gibt es von der Hochsauerlandwelle mit Do biste platt eine regelmäßige Hörfunksendung in der Muttersprache des Sauerlandes. Bis 2004 gab es eine einzige Ausgabe, die der Arbeitskreis Mundartpflege im Briloner Heimatbund Semper Idem (Kring Muileplegge im Breylschken Haimatbond) am ersten Montag im Monat ab 18 Uhr im Bürgerfunk auf Radio Sauerland ausstrahlte. Im März 2004 kam der Plattdeutsche Arbeitskreis der Kolpingsfamilie Eslohe (Dai Plattduitske Kring Essel van diär Kolpingsfamilie) hinzu. Inzwischen sind bzw. waren auch plattdeutsche Vertreter aus den Städten und Gemeinden Arnsberg, Breuna, Diemelsee (Adorf), Diemelstadt (Rhoden), Fröndenberg, Korbach, Lennestadt, Lichtenfels, Marsberg, Medebach, Meschede, Möhnesee, Olsberg, Schmallenberg, Sundern, Twistesee, Volkmarsen, Warstein, Willingen und Winterberg dabei. An Weihnachten (am 24. oder 25. Dezember) gibt es die Plattdeutsche Weihnacht aus dem Sauerland (Doi Plattduitske Kristdag im Siuerlanne), zur 5. Jahreszeit den Plattdeutschen Karneval (Doi Plattduitske Fastelovend im Siuerlanne).
Seit 2010 strahlt die Hochsauerlandwelle die Platt-Sendung in der Regel jeden Montag ab 20 Uhr über alle Verbreitungswege von Radio Sauerland (UKW, Kabel, Netz) aus, die inzwischen vom Sauerländer Heimatbund präsentiert wird. An Feiertagen (Ostermontag, Pfingstmontag) gibt es bereits ab 19 Uhr zweistündige Ausgaben oder auch ExtraPlatt-Sendungen. Zusätzlich sind viele Sendungen seit 2018 in Zusammenarbeit mit der Bürgermedienplattform NRWision der Technischen Universität Dortmund im Abruf-Funk (podcast) der Hochsauerlandwelle verfügbar. Radio Sauerland muss die Sendung nach dem nordrhein-westfälischen Landesmediengesetz im Rahmen des Bürgerfunks ausstrahlen und hat redaktionell, wie auch finanziell nichts mit dem plattdeutschen Angebot der Hochsauerlandwelle zu tun.
Durch eine Änderung des NRW-Landesmediengesetzes wurde 2007 die Produktionsförderung im Bürgerfunk gestrichen. Mangels Spenden und finanzieller Unterstützung drohte zeitweise sogar das Aus. Seit 2017 ist der gemeinnützige Verein HochSauerlandWelle e. V. Träger der Sendung. Die Sendung Do biste platt entstand nach einer Idee von Markus Hiegemann und Johanna Balkenhol († 2004) und geht auf die plattdeutsche Ecke in der früheren Radio Sauerland-Sendung Heimatkalender zurück, welche beide mitgestalteten. Die Sendung Heimatkalender wurde 1995 eingestellt.
Im November 2008 erschienenen Buch und CD zur Sendung mit plattdeutschen Geschichten von Karl-Heinz Schreckenberg aus Brilon: Do biste platt - Noi hört mool tau! im Eigenverlag. Ein zweites Buch mit CD ist für 2020 mit dem Autor Josef Dahme aus Arnsberg-Müschede geplant. Vom 29. Juni 2019 bis 31. Dezember 2021 führt die Hochsauerlandwelle das Projekt SauerlandPlatt durch, dessen Beiträge in der Sendung Do biste platt veröffentlicht werden. Das Projekt wird vom Ministerium für Heimat, Kommunales, Bau und Gleichstellung des Landes Nordrhein-Westfalen gefördert.

## Autoren
- Josef Balkenhol
- Hedwig Jungblut-Bergenthal
- Friedrich Wilhelm Grimme
- Siegfried Kessemeier
- Christine Koch
- Joseph Pape
- Theodor Pröpper
- Franz Rinsche
- Heribert Schmidt
- Karl Willeke
- Heinrich (Adames) Schürholz
- Joseph Börsch